# 總狀蕨藻
總狀蕨藻（學名：Caulerpa racemosa）是蕨藻屬下的一個種，常稱海葡萄。在世界各地的淺海海域都有分佈，這種蕨藻有很多變種，1990年，總狀蕨藻被報導入侵地中海。

## 分類學
蕨藻屬下的很多物種都呈現出多態性，因此互相很難區別，總狀蕨藻則和Caulerpa laetevirens及Caulerpa peltata形成了復合種。雖然其各種形式和變種都已被列明，但是具體的種系發生還需要進一步研究。

## 描述
一株總狀蕨藻有許多固著在砂質基質上、連接著生殖根的分枝。其分枝單個只有幾釐米長，但整體可以長到30（12英寸）。像羽藻目的其他物種一樣，總狀蕨藻有含許多細胞核的單個細胞。其葉綠體可以在組織內自由移動。

## 分佈

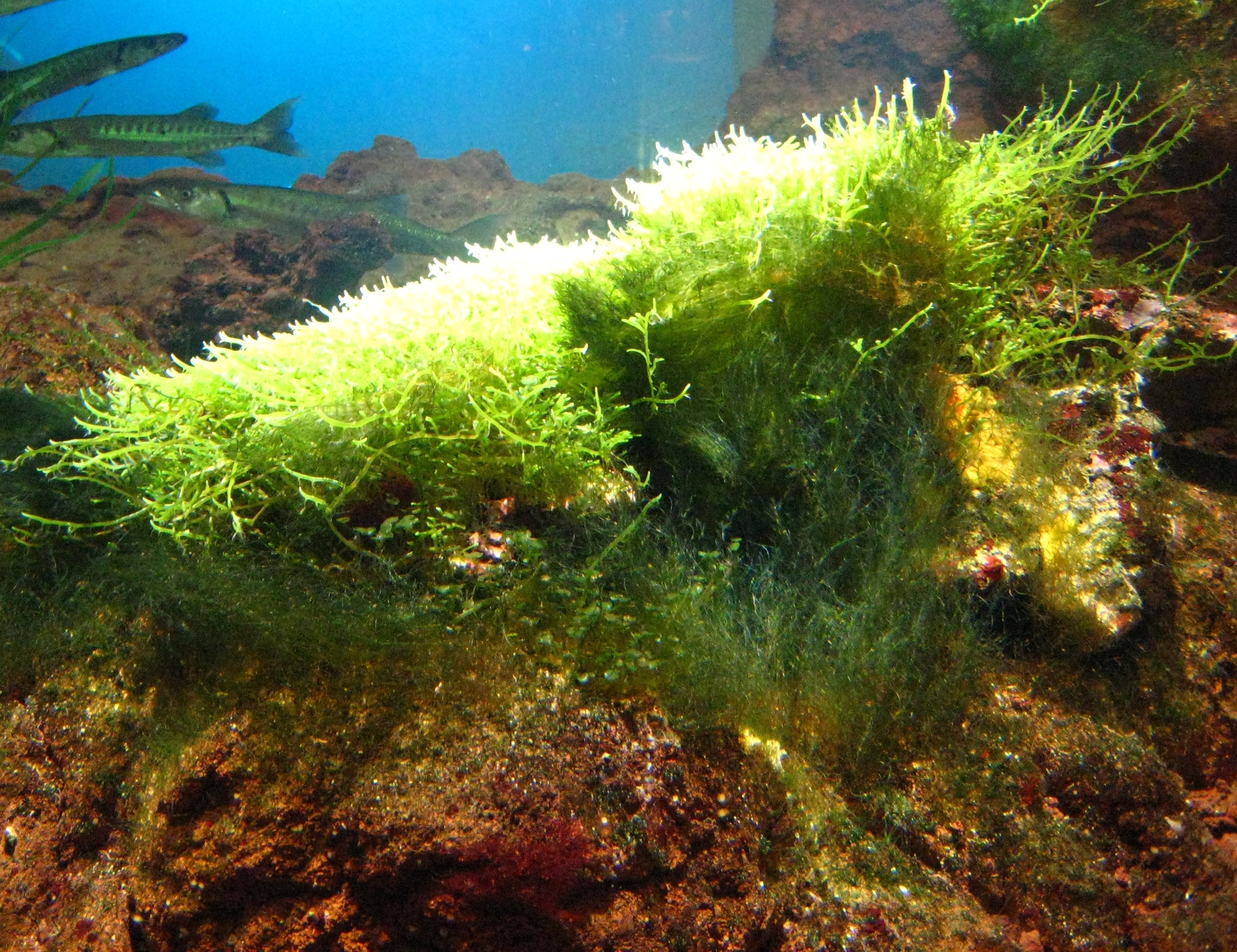
多分枝形式的總狀蕨藻

總狀蕨藻廣泛分佈于熱帶和溫帶淺海，1926年總狀蕨藻的一個新形態出現於突尼斯，可能該物種是從紅海遷徙到此地的，隨後便分佈到了東地中海大部份海域。1990年，一個更大形態的總狀蕨藻出現在利比亞附近，據估計其速度比杉狀蕨藻還快，這個形態稱作C. racemosa var. cylindracea，可能是來自澳大利亞。
總狀蕨藻也分佈于美洲從佛羅里達到巴西的沿海地區、加勒比海淺海和百慕大群島。

## 生物學
地中海地區的總狀蕨藻在四月份開始生長，并生出新的生殖根和分枝，十二月份生長停止，開始休眠。
總狀蕨藻是通過其碎片來進行無性繁殖的，不過在很多碎片中只有一小部份可以成功。
總狀蕨藻也可用以進行有性繁殖，此時其細胞質會在生成配子的過程中全部耗損，只留下一個空的外殼。因為雌雄同株的緣故，單個的總狀蕨藻就可以進行繁殖，之後五周就可以長出萌發管幷發展成新個體。加勒比海的總狀蕨藻有時會大規模進行有性繁殖，時間一般在凌晨。在125天之內它們可進行39次這樣的行為，而且看不出與太陰周及潮汐有何關係。配子的活力可維持60分鐘，大的規模也有助於提高受精率，繁殖產生的大量綠色配子可以將周圍海域的能見度降到一米之內。同樣的現象也出現在地中海。

## 生態學
總狀蕨藻的次生代謝物有細胞毒性，因此可以防止其他生物的襲擊。在地中海的一項研究顯示，牛眼鯛和叉牙鯛會以總狀蕨藻為食，雖然一些別的生物偶然也會以其為食，但是並不足以抑制其生長速度。